# Oude Pekela
Oude Pekela – wieś w Holandii, w prowincji Groningen. Była siedzibą oddzielnej gminy do 1990 r., kiedy została połączona z gminą Nieuwe Pekela, tworząc gminę Pekela.